# Pedro Milans
Pedro Milans Carámbula (Las Piedras, 24 marzo 2002) è un calciatore uruguaiano, difensore del Peñarol.

## Caratteristiche tecniche
È un terzino destro.

## Carriera

### Club
Cresciuto nel vivaio dello Juventud, esordisce in prima squadra il 6 dicembre 2019 in campionato contro il Nacional.
Il 18 luglio 2022 passa al Peñarol, con cui esordisce il 6 ottobre dello stesso anno mettendo a segno la rete del definitivo 1-0 in Copa Uruguay contro il Plaza Colonia.

### Nazionale
Vanta 47 presenze con le rappresentative Under-15 e 17.

## Statistiche

### Presenze e reti nei club
Statistiche aggiornate al 24 maggio 2025.
| Stagione        | Squadra         | Campionato      | Campionato | Campionato | Coppe nazionali | Coppe nazionali | Coppe nazionali | Coppe continentali | Coppe continentali | Coppe continentali | Altre coppe | Altre coppe | Altre coppe | Totale | Totale |
| Stagione        | Squadra         | Comp            | Pres       | Reti       | Comp            | Pres            | Reti            | Comp               | Pres               | Reti               | Comp        | Pres        | Reti        | Pres   | Reti   |
| --------------- | --------------- | --------------- | ---------- | ---------- | --------------- | --------------- | --------------- | ------------------ | ------------------ | ------------------ | ----------- | ----------- | ----------- | ------ | ------ |
| 2019            | Juventud        | PD              | 1          | 0          | -               | -               | -               | -                  | -                  | -                  | -           | -           | -           | 1      | 0      |
| 2020            | Juventud        | SD              | 19+2       | 1          | -               | -               | -               | -                  | -                  | -                  | -           | -           | -           | 21     | 1      |
| 2021            | Juventud        | SD              | 21         | 0          | -               | -               | -               | -                  | -                  | -                  | -           | -           | -           | 21     | 0      |
| feb.-lug. 2022  | Juventud        | SD              | 16         | 1          | CU              | 1               | 1               | -                  | -                  | -                  | -           | -           | -           | 17     | 2      |
| Totale Juventud | Totale Juventud | Totale Juventud | 57+2       | 2          |                 | 1               | 1               |                    | -                  | -                  |             | -           | -           | 60     | 3      |
| lug.-nov. 2022  | Peñarol         | PD              | 4          | 0          | CU              | 4               | 1               | CL                 | -                  | -                  | SU          | -           | -           | 8      | 1      |
| 2023            | Peñarol         | PD              | 22+1       | 0          | CU              | 1               | 1               | CS                 | 4                  | 1                  | -           | -           | -           | 28     | 2      |
| 2024            | Peñarol         | PD              | 23+1       | 0          | CU              | 0               | 0               | CL                 | 10                 | 0                  | -           | -           | -           | 34     | 0      |
| 2025            | Peñarol         | PD              | 12         | 0          | CU              | 0               | 0               | CL                 | 5                  | 0                  | SU          | 1           | 0           | 18     | 0      |
| Totale Peñarol  | Totale Peñarol  | Totale Peñarol  | 61+2       | 0          |                 | 5               | 2               |                    | 19                 | 1                  |             | 1           | 0           | 88     | 3      |
| Totale carriera | Totale carriera | Totale carriera | 122        | 2          |                 | 6               | 3               |                    | 19                 | 1                  |             | 1           | 0           | 148    | 6      |

## Palmarès

### Club

#### Competizioni nazionali
- Campionato uruguaiano: 1

Peñarol: 2024